# 長春経開体育場
長春経開体育場(ちょうしゅんけいかいたいいくじょう、簡体字中国語: 经开体育场, 英: Qingdao Tiantai Stadium)は、中国・吉林省長春市南東部の長春経済技術開発区にある多目的スタジアム。
経済技術開発区を省略した経開体育場の名で呼ばれることが多い。

## 概要
2002年に設立された。収容人数は25,000人。
長春国際展示センター(簡体字中国語: 长春国际会展中心)及び浄月潭国家森林公園(簡体字中国語: 净月潭国家森林公园)に隣接している。総敷地面積は32,218平方メートル。
中国スーパーリーグ（中国超級聯賽、国内リーグ1部に相当）に所属する長春亜泰が2003年よりホームスタジアムとして使用している。

## 交通アクセス
長春軌道交通3号線の会展中心駅より徒歩3分。